# Мусаев, Кенесбай Мусаевич
Кенесба́й Муса́евич Муса́ев (каз. Кеңесбай Мұсаұлы Мұсаев; 24 марта 1931, Сузакский район, Сыр-Дарьинский округ, Казакская АССР, РСФСР, СССР — 26 мая 2020, Москва, Россия) — советский и российский лингвист, специалист по тюркским языкам и языкам народов СССР (позже СНГ), доктор филологических наук (1969), профессор (1972), академик Национальной академии наук Республики Казахстан (2003), заслуженный деятель науки Российской Федерации (2004).

## Биография
Родился в ауле Кумисти Созакского района Южно-Казахстанской области в казахской семье колхозника Мусы Шойтанова, происходящего из рода Конырат Среднего жуза. Мать — Биедилова Ашень из рода Конуршунак. В 1944 году окончил шесть классов семилетней школы аула Кумисти. В 1947 году с отличием окончил Туркестанское педагогическое училище. В том же году был направлен Южно-Казахстанским областным отделом народного образования в Москву на механико-математический факультет Московского государственного университета, но принят не был, так как не достиг к тому времени 17-летнего возраста. Тогда К. М. Мусаев вернулся в Казахстан и поступил, а в 1952 году окончил отделение казахского языка и литературы филологического факультета Казахского государственного университета (ныне Казахский национальный университет имени аль-Фараби).
После окончания университета поступил в аспирантуру Института языкознания АН СССР. Его научным руководителем стал Э. В. Севортян. В декабре 1957 года защитил кандидатскую диссертацию «О глагольно-именных конструкциях в современном казахском языке». В декабре 1968 года защитил диссертацию «Строй караимского языка» на соискание учёной степени доктора филологических наук.
С 1956 по 1989 год — аспирант, младший, старший, ведущий научный сотрудник, а с 1989 года — главный научный сотрудник Института языкознания РАН.
В 1956—1992 годах впервые преподавал казахский, киргизский, туркменский, каракалпакский, татарский, алтайский, хакасский языки в Литературном институте им. Горького. Выпустил три казахские, две кыргызские группы, каждая группа учила язык в течение пяти лет. Среди выпускников Мусаева: О. Сулейменов, Б. Кайырбеков, Ж. Дарибаева, Муса Мураталиев и др. Под его непосредственным руководством подготовлены 12 докторов и 27 кандидатов наук России и других стран.
В 1997 году стал первым преподавателем казахского языка на кафедре тюркской филологии (в качестве второго тюркского языка) в Институте стран Азии и Африки МГУ им. Ломоносова.
Похоронен на Ваганьковском кладбище. 

### Семья
- Жена — Наталья Моисеевна Мусаева (род. 1937). Сыновья:

- Ержигит Кенесбаевич Мусаев (1955—1996) — научный сотрудник Института проблем экологии и эволюции имени А. Н. Северцова, за участие в ликвидации последствий аварии на ЧАЭС был награждён медалью «За спасение погибавших».
- Ержан Кенесбаевич Мусаев (род. 1956).

## Научные работы
Автор 341 научных работ, в частности:
- О глагольно-именных конструкциях в современном казахском языке (1956)
- Грамматика караимского языка: фонетика и морфология (1964)
- Алфавиты языков народов СССР (1965)
- Караимско-русско-польский словарь
- Лексика тюркских языков в сравнительном освещении (1975)
- Опыт совершенствования алфавитов и орфографий языков народов СССР (1982)
- Лексикология тюркских языков (1984)
- Языки и письменности народов Евразии (1993)
- Казахский язык: учебник (2008).
- Тюрки Центральной Евразии: контакты языков и культур (2002)
- Синтаксис караимского языка (2004)
- Морфология пракыпчакского языка (2010)

К. М. Мусаев внёс значительный вклад в филологическую науку трудами в области общих проблем тюркологии и языкознания, в разработку проблем сравнительно-исторической грамматики тюркских языков. Им написана первая академическая «Грамматика караимского языка», первые обобщающие труды по вопросам алфавитов и орфографии языков народов СНГ. Под руководством профессора Мусаева написаны первые капитальные обобщающие труды о развитии терминологии на языках народов СНГ, автономных республик СССР. Им опубликованы труды по проблемам языкового строительства в СНГ, о развитии литературных тюркских языков, в которых выдвинуты новые идеи и теоретические положения по социолингвистическим проблемам развития языков, алтаистике, контактологии, синтаксису, фразеологии, синхронной грамматике, диалектологии, истории языков и др. Он организатор перевода Библии на языки республик СССР и России. Имел большой опыт в преподавании казахского языка русскоязычным, англоязычным, казахоязычным учащимся.
Переводчик Библии, книги Ron Habbard Dianetics с английского на казахский язык. Р.hаббард, Даянетик. М., 1999. В начале 1990 годов был инициатором проекта по переводу Нового Завета на многие языки, в том числе на ногайский язык в Институте перевода Библии. Благодаря работе над переводом Нового Завета был разработан словарь религиозной терминологии, нашедший своё отражение также и в новом «Ногайско-русском словаре», подготовленным Карачаево-Черкесским институтом гуманитарных исследований с участием К. М. Мусаева.
Являлся заместителем председателя Российского комитета тюркологов, заместителем главного редактора журнала «Российская тюркология», членом бюро научного совета по сохранению и развитию культур малых народов, основателем и первым председателем региональной общественной организации содействия сохранению казахской культуры «Қазақ тілі» («Казахский язык»), организатор и первый президент Региональной Казахской национально-культурной автономии г. Москвы. Почётный член Turk Dil Kurumu (Турция, 1988). Лауреат премии Абду-Азиз аль-Бабтина (Кувейт, 1998). «Отличник народного образования Кыргызстана» (1991). Почётный профессор Международного университета им. Кожахмета Ясауи (2002). Награждён орденом «Парасат» (Казахстан), 5 медалями СССР, России и Казахстана.